# Eudejeania pallida
Eudejeania pallida là một loài ruồi trong họ Tachinidae.